# Gravesend
För andra betydelser, se Gravesend (olika betydelser).
Gravesend (engelskt uttal: [ˌɡreɪvzˈɛnd]) är en stad i grevskapet Kent i sydöstra England. Staden är huvudort i distriktet Gravesham och ligger i den nordvästra delen av Kent, cirka 35 kilometer öster om centrala London. Den är belägen på Themsens södra bank, mittemot Tilbury i Essex. Tätorten (built-up area) hade 58 102 invånare vid folkräkningen år 2021.
Sedan medeltiden har staden varit en viktig hamn och även huvudkontoret för landets tullväsen och lotsverksamheten i Londons hamn finns i Gravesend. Staden har cement, papper och gummiindustri. Gravesend nämndes i Domedagsboken (Domesday Book) år 1086, och kallades då Gravesham.
Pocahontas ligger begravd i St George's Church i Gravesend.